# Indian Wells Open 2012 - Qualificazioni singolare femminile
Le qualificazioni del singolare femminile dell'Indian Wells Open 2012 sono state un torneo di tennis preliminare per accedere alla fase finale della manifestazione. Le vincitrici dell'ultimo turno sono entrate di diritto nel tabellone principale. In caso di ritiro di una o più giocatrici aventi diritto, a queste sono subentrate le lucky loser, ossia le giocatrici che hanno perso nell'ultimo turno ma che avevano una classifica più alta rispetto alle altre partecipanti che avevano comunque perso nel turno finale.

## Giocatrici

### Teste di serie
1. Gréta Arn (qualificata)
2. Kateryna Bondarenko (primo turno)
3. Michaëlla Krajicek (qualificata)
4. Anna Tatišvili (primo turno)
5. Ol'ga Govorcova (qualificata)
6. Aleksandra Wozniak (qualificata)
7. Eléni Daniilídou (qualificata)
8. Vera Duševina (primo turno)
9. Varvara Lepchenko (qualificata)
10. Aleksandra Panova (qualificata)
11. Virginie Razzano (ultimo turno)
12. Stéphanie Dubois (primo turno)

1. Stéphanie Foretz Gacon (ultimo turno)
2. Mandy Minella (ultimo turno)
3. Nina Bratčikova (primo turno)
4. Anastasija Rodionova (ultimo turno)
5. Alla Kudrjavceva (ultimo turno)
6. Edina Gallovits-Hall (ultimo turno)
7. Chang Kai-chen (primo turno)
8. Casey Dellacqua (qualificata)
9. Eva Birnerová (primo turno)
10. Bojana Jovanovski (primo turno)
11. Alizé Cornet (ultimo turno)
12. Kristina Barrois (qualificata)

### Qualificate
1. Gréta Arn
2. Jessica Pegula
3. Michaëlla Krajicek
4. Casey Dellacqua
5. Ol'ga Govorcova
6. Aleksandra Wozniak

1. Eléni Daniilídou
2. Zhang Shuai
3. Varvara Lepchenko
4. Aleksandra Panova
5. Kristina Barrois
6. Lesja Curenko

## Tabellone qualificazioni

### Legenda
| - Q = Qualificato - WC = Wild card - LL = Lucky loser | - ALT = Alternate - SE = Special Exempt - PR = Protected Ranking | - w/o = Walkover - r = Ritirato - d = Squalificato |

### 1ª sezione
|  | Primo turno | Primo turno   | Primo turno   | Primo turno | Primo turno |  |  | Ultimo turno | Ultimo turno | Ultimo turno | Ultimo turno | Ultimo turno |  |
|  |             |               |               |             |             |  |  |              |              |              |              |              |  |
|  | 1           | Gréta Arn     | Gréta Arn     | 7           | 6           |  |  |              |              |              |              |              |  |
|  | WC          | Madison Keys  | Madison Keys  | 64          | 1           |  |  | 1            | Gréta Arn    | 6            | 2            | 6            |  |
|  | WC          | Julia Cohen   | Julia Cohen   | 6           | 7           |  |  | WC           | Julia Cohen  | 0            | 6            | 4            |  |
|  | 21          | Eva Birnerová | Eva Birnerová | 1           | 5           |  |  |              |              |              |              |              |  |

### 2ª sezione
|  | Primo turno | Primo turno         | Primo turno         | Primo turno | Primo turno |  |  | Ultimo turno | Ultimo turno    | Ultimo turno    | Ultimo turno | Ultimo turno |  |
|  |             |                     |                     |             |             |  |  |              |                 |                 |              |              |  |
|  | 2           | Kateryna Bondarenko | Kateryna Bondarenko | 63          | 4           |  |  |              |                 |                 |              |              |  |
|  |             | Paula Ormaechea     | Paula Ormaechea     | 7           | 6           |  |  |              | Paula Ormaechea | Paula Ormaechea | 2            | 2            |  |
|  | WC          | Jessica Pegula      | Jessica Pegula      | 7           | 7           |  |  | WC           | Jessica Pegula  | Jessica Pegula  | 6            | 6            |  |
|  | 22          | Bojana Jovanovski   | Bojana Jovanovski   | 64          | 65          |  |  |              |                 |                 |              |              |  |

### 3ª sezione
|  | Primo turno | Primo turno        | Primo turno | Primo turno | Primo turno |  |  | Ultimo turno | Ultimo turno       | Ultimo turno | Ultimo turno | Ultimo turno |  |
|  |             |                    |             |             |             |  |  |              |                    |              |              |              |  |
|  | 3           | Michaëlla Krajicek | 4           | 6           | 6           |  |  |              |                    |              |              |              |  |
|  |             | Yvonne Meusburger  | 6           | 1           | 2           |  |  | 3            | Michaëlla Krajicek | 6            | 5            | 6            |  |
|  | WC          | Gail Brodsky       | 3           | 6           | 2           |  |  | 14           | Mandy Minella      | 4            | 7            | 3            |  |
|  | 14          | Mandy Minella      | 6           | 3           | 6           |  |  |              |                    |              |              |              |  |

### 4ª sezione
|  | Primo turno | Primo turno     | Primo turno     | Primo turno | Primo turno |  |  | Ultimo turno | Ultimo turno    | Ultimo turno    | Ultimo turno | Ultimo turno |  |
|  |             |                 |                 |             |             |  |  |              |                 |                 |              |              |  |
|  | 4           | Anna Tatišvili  | Anna Tatišvili  | 3           | 4           |  |  |              |                 |                 |              |              |  |
|  |             | Misaki Doi      | Misaki Doi      | 6           | 6           |  |  |              | Misaki Doi      | Misaki Doi      | 3            | 3            |  |
|  |             | Laura Robson    | Laura Robson    | 3           | 1           |  |  | 20           | Casey Dellacqua | Casey Dellacqua | 6            | 6            |  |
|  | 20          | Casey Dellacqua | Casey Dellacqua | 6           | 6           |  |  |              |                 |                 |              |              |  |

### 5ª sezione
|  | Primo turno | Primo turno       | Primo turno | Primo turno | Primo turno |  |  | Ultimo turno | Ultimo turno      | Ultimo turno      | Ultimo turno | Ultimo turno |  |
|  |             |                   |             |             |             |  |  |              |                   |                   |              |              |  |
|  | 5           | Ol'ga Govorcova   | 6           | 6           | 6           |  |  |              |                   |                   |              |              |  |
|  |             | Sesil Karatančeva | 3           | 7           | 2           |  |  | 5            | Ol'ga Govorcova   | Ol'ga Govorcova   | 6            | 6            |  |
|  |             | Andrea Hlaváčková | 6           | 6           | 6           |  |  |              | Andrea Hlaváčková | Andrea Hlaváčková | 4            | 1            |  |
|  | 15          | Nina Bratčikova   | 7           | 2           | 1           |  |  |              |                   |                   |              |              |  |

### 6ª sezione
|  | Primo turno | Primo turno          | Primo turno          | Primo turno | Primo turno |  |  | Ultimo turno | Ultimo turno         | Ultimo turno         | Ultimo turno | Ultimo turno |  |
|  |             |                      |                      |             |             |  |  |              |                      |                      |              |              |  |
|  | 6           | Aleksandra Wozniak   | Aleksandra Wozniak   | 6           | 6           |  |  |              |                      |                      |              |              |  |
|  |             | Heather Watson       | Heather Watson       | 4           | 4           |  |  | 6            | Aleksandra Wozniak   | Aleksandra Wozniak   | 6            | 6            |  |
|  |             | Evgenija Rodina      | Evgenija Rodina      | 2           | 5           |  |  | 16           | Anastasija Rodionova | Anastasija Rodionova | 3            | 1            |  |
|  | 16          | Anastasija Rodionova | Anastasija Rodionova | 6           | 7           |  |  |              |                      |                      |              |              |  |

### 7ª sezione
|  | Primo turno | Primo turno       | Primo turno       | Primo turno | Primo turno |  |  | Ultimo turno | Ultimo turno     | Ultimo turno     | Ultimo turno | Ultimo turno |  |
|  |             |                   |                   |             |             |  |  |              |                  |                  |              |              |  |
|  | 7           | Eléni Daniilídou  | Eléni Daniilídou  | 6           | 6           |  |  |              |                  |                  |              |              |  |
|  |             | Tetjana Lužans'ka | Tetjana Lužans'ka | 2           | 4           |  |  | 7            | Eléni Daniilídou | Eléni Daniilídou | 7            | 6            |  |
|  | WC          | Mónica Puig       | Mónica Puig       | 6           | 6           |  |  | WC           | Mónica Puig      | Mónica Puig      | 6(1)         | 1            |  |
|  | 19          | Chang Kai-chen    | Chang Kai-chen    | 2           | 4           |  |  |              |                  |                  |              |              |  |

### 8ª sezione
|  | Primo turno | Primo turno            | Primo turno | Primo turno | Primo turno |  |  | Ultimo turno | Ultimo turno | Ultimo turno | Ultimo turno | Ultimo turno |  |
|  |             |                        |             |             |             |  |  |              |              |              |              |              |  |
|  | 8           | Vera Duševina          | 6           | 3           | 2           |  |  |              |              |              |              |              |  |
|  |             | Zhang Shuai            | 4           | 6           | 6           |  |  |              | Zhang Shuai  | 2            | 7            | 7            |  |
|  |             | Arantxa Parra Santonja | 7           | 0           | 2           |  |  | 23           | Alizé Cornet | 6            | 64           | 63           |  |
|  | 23          | Alizé Cornet           | 5           | 6           | 6           |  |  |              |              |              |              |              |  |

### 9ª sezione
|  | Primo turno | Primo turno          | Primo turno          | Primo turno | Primo turno |  |  | Ultimo turno | Ultimo turno         | Ultimo turno         | Ultimo turno | Ultimo turno |  |
|  |             |                      |                      |             |             |  |  |              |                      |                      |              |              |  |
|  | 9           | Varvara Lepchenko    | Varvara Lepchenko    | 6           | 6           |  |  |              |                      |                      |              |              |  |
|  |             | Olivia Rogowska      | Olivia Rogowska      | 1           | 3           |  |  | 9            | Varvara Lepchenko    | Varvara Lepchenko    | 6            | 6            |  |
|  |             | Karolína Plíšková    | Karolína Plíšková    | 5           | 2           |  |  | 18           | Edina Gallovits-Hall | Edina Gallovits-Hall | 1            | 1            |  |
|  | 18          | Edina Gallovits-Hall | Edina Gallovits-Hall | 7           | 6           |  |  |              |                      |                      |              |              |  |

### 10ª sezione
|  | Primo turno | Primo turno            | Primo turno       | Primo turno | Primo turno |  |  | Ultimo turno | Ultimo turno           | Ultimo turno           | Ultimo turno | Ultimo turno |  |
|  |             |                        |                   |             |             |  |  |              |                        |                        |              |              |  |
|  | 10          | Aleksandra Panova      | Aleksandra Panova | 6           | 6           |  |  |              |                        |                        |              |              |  |
|  | WC          | Caroline Garcia        | Caroline Garcia   | 4           | 4           |  |  | 10           | Aleksandra Panova      | Aleksandra Panova      | 6            |              |  |
|  |             | Akgul Amanmuradova     | 4                 | 7           | 5           |  |  | 13           | Stéphanie Foretz Gacon | Stéphanie Foretz Gacon | 2            | r            |  |
|  | 13          | Stéphanie Foretz Gacon | 6                 | 5           | 7           |  |  |              |                        |                        |              |              |  |

### 11ª sezione
|  | Primo turno | Primo turno      | Primo turno      | Primo turno | Primo turno |  |  | Ultimo turno | Ultimo turno     | Ultimo turno     | Ultimo turno | Ultimo turno |  |
|  |             |                  |                  |             |             |  |  |              |                  |                  |              |              |  |
|  | 11          | Virginie Razzano | Virginie Razzano | 6           | 6           |  |  |              |                  |                  |              |              |  |
|  |             | Mirjana Lučić    | Mirjana Lučić    | 4           | 2           |  |  | 11           | Virginie Razzano | Virginie Razzano |              |              |  |
|  |             | Aravane Rezaï    | 7                | 2           | 1           |  |  | 24           | Kristina Barrois | Kristina Barrois | 6            | 6            |  |
|  | 24          | Kristina Barrois | 63               | 6           | 6           |  |  |              |                  |                  |              |              |  |

### 12ª sezione
|  | Primo turno | Primo turno      | Primo turno | Primo turno | Primo turno |  |  | Ultimo turno | Ultimo turno     | Ultimo turno     | Ultimo turno | Ultimo turno |  |
|  |             |                  |             |             |             |  |  |              |                  |                  |              |              |  |
|  | 12          | Stéphanie Dubois | 6           | 65          | 3           |  |  |              |                  |                  |              |              |  |
|  |             | Lesja Curenko    | 3           | 7           | 6           |  |  |              | Lesja Curenko    | Lesja Curenko    | 6            | 6            |  |
|  |             | Melinda Czink    | 6           | 2           | 2           |  |  | 17           | Alla Kudrjavceva | Alla Kudrjavceva | 3            | 1            |  |
|  | 17          | Alla Kudrjavceva | 4           | 6           | 6           |  |  |              |                  |                  |              |              |  |